# Crema catalana
La crema catalana (conocida también como crema quemada o, en Cataluña, simplemente crema) es un postre muy típico de la cocina catalana. Muy difundido por el resto de España y por toda Europa, consiste en una crema pastelera con base en yema de huevo que se suele cubrir con una capa de azúcar caramelizado en su superficie para aportar un contraste crujiente. Se come durante todo el año pero es costumbre el día de San José, celebrado el 19 de marzo. Hasta hace poco era, en general, un postre de fiestas. Su origen se encuentra en la cocina medieval.

## Origen
Una receta llamada llet malcuita que consiste en una mezcla de leche hervida, pan y huevos, pero sin caramelo en su superficie, aparece en los recetarios medievales catalanes Llibre de Sent Soví  (siglo XIV) y Llibre del Coch (siglo XVI). La crema catalana aparece mencionada varias veces en el Cajón de Sastre (siglo XVIII) del barcelonés barón de Maldá que lo denomina como crema de Sant Josep, y parece que Casanova comió en Barcelona. En el siglo XX aparece en la obra de Josep Pla y del poeta Miquel Martí i Pol, entre otros muchos. La única variación que ha tenido la receta ha sido, en el siglo XX, el hecho que algunas personas utilicen harina de maíz (maicena) en vez de almidón, y que en el siglo XX hayan aparecido polvos para hacer esta crema más rápidamente en casa. En el siglo XXI, la aparición de claras y yemas de huevo vendidas por separado en los supermercados, ha provocado que algunas familias vuelvan a pasar de los polvos a la receta tradicional. Los sopletes caseros, antes utilizados solo en grandes restaurantes o en la industria, son también cada vez más habituales en los hogares del siglo XXI, donde se utilizan para quemar una capa de azúcar superficial y otras versiones tradicionales o improvisadas con ella, como el recubrimiento de un pan de pellizco con crema, la crema con piña natural, las manzanas rellenas de crema, etc.

## Características
La crema catalana se hace con yema de huevo, azúcar, harina de trigo o harina de maíz y leche aromatizada con canela y piel de limón, o a veces también de naranja. La crema se cuece sin dejarla hervir en una cazuelita al fuego hasta que espese y se deja enfriar en la nevera. 
La crema catalana se puede utilizar para rellenar ensaimadas, cocas, torteles, susos, palos, crestas y todo tipo de bollería y pastelería. Cuando no se utiliza como relleno sino que queda en la superficie, se suele espolvorear con azúcar blanco y quemar con una pala de hierro o con un soplete.
Cuando se sirve como postre, se suele distribuir la crema en platos de postre individuales o tradicionalmente en cazuelitas de barro, y se quema. Para quemarla, como en los otros casos, se espolvorea de azúcar blanco y posteriormente se pasa por encima una pala de hierro muy caliente, o actualmente más a menudo se quema con un pequeño soplete.

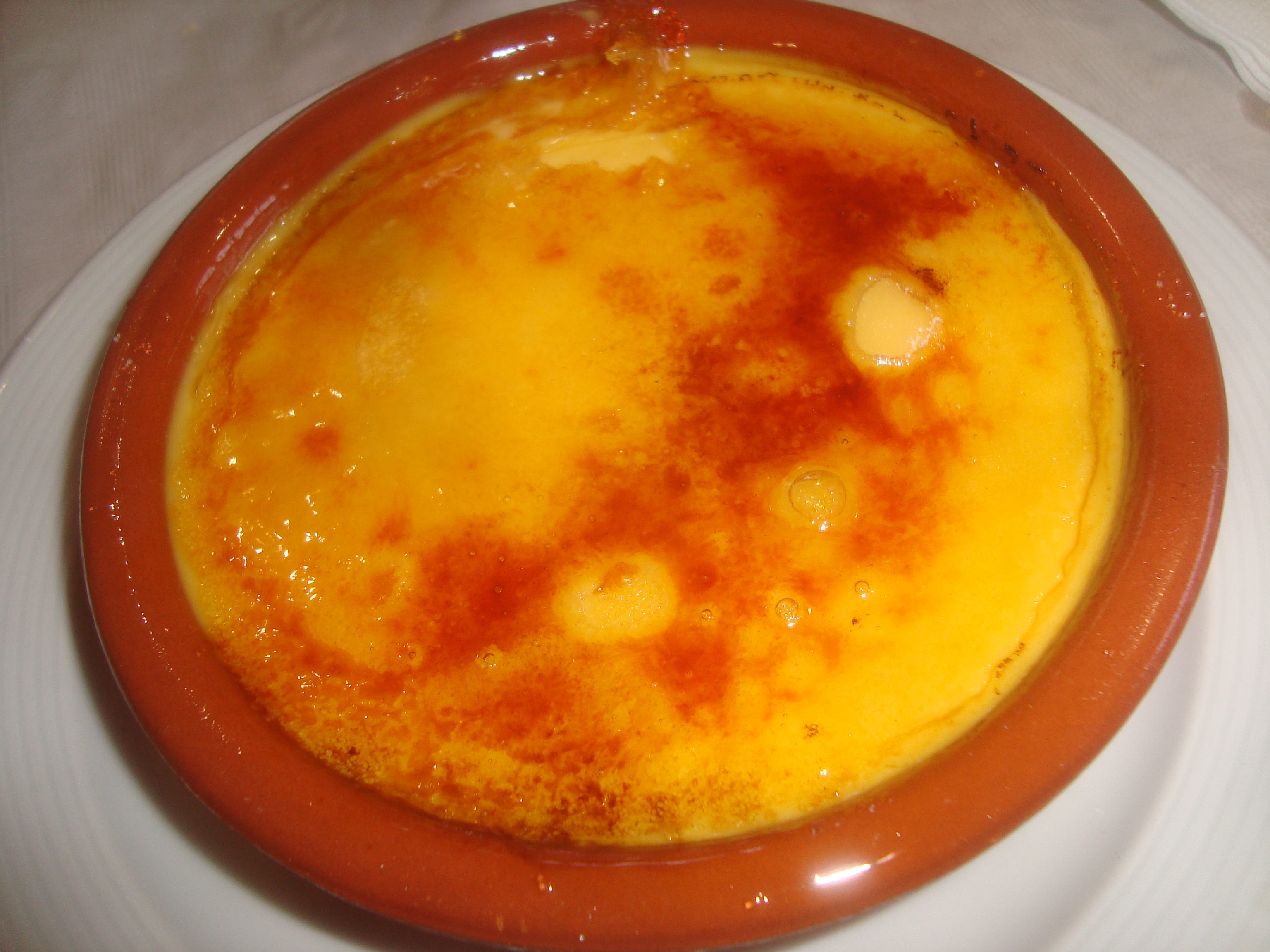
Crema catalana.

## Variantes
La crème brûlée de la cocina francesa según la receta de Massialot publicada en 1691 se hacía con leche, yemas de huevos, canela y piel de limón y no usaba el baño María.Massialot también publicó recetas de crème brûlées que incluyen piel de naranja, licor o pedacitos de frutas. En la cocina francesa moderna, existen muchas variantes, se suele cocer al baño María, a veces emplea los huevos enteros, puede contener nata o a veces reemplazar totalmente la leche por nata y se suele aromatizar con vainilla. La suelen quemar con azúcar morena para compensar el blanco de su versión. 
En Cataluña existe una versión helada de la receta, con helado de crema catalana y cubierto de confitura de yema de huevo quemada. En los territorios de habla catalana, la crema se espesa tradicionalmente con almidón, no incluye nata ni claras de huevo y se aromatiza con canela y piel de limón, o eventualmente de naranja, nunca con vainilla. El sabor de la crema catalana inspira variantes y perfumes de todo tipo de productos como: helados, espumas, la variante del torró (turrón) catalán que posee el mismo nombre, etc. La crema se emplea en la elaboración de algunas variedades de los tés Earl Grey.

## Cultura popular

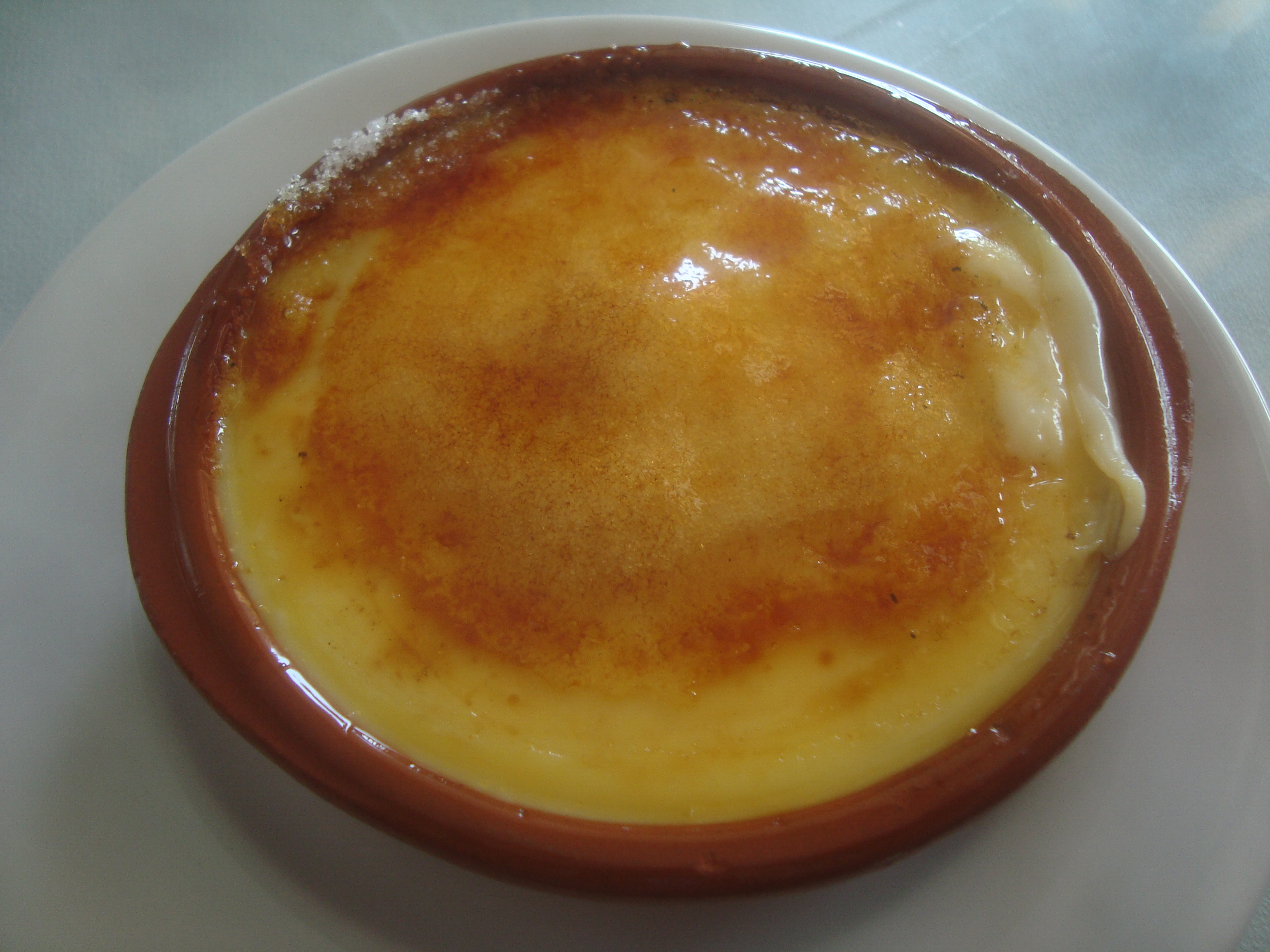
Tarrina de postre de crema catalana.

Estos postres son caseros, pero se hacen también en la mayoría de restaurantes y fondas. Su gusto ha inspirado un helado actualmente muy popular, el de crema catalana, un licor, y también se usa como gusto preciso para otros dulces, espumas, batidos, turrones, chocolates, etc.
Han sido postres de domingo y de fiestas, en las cuales se comía, sobre todo antiguamente, como acompañante de las cocas. Actualmente suele formar parte del relleno de algunas de las cocas dulces más populares, además de tortas, ensaimadas y pasteles. También se come sola. El nombre de crema de Sant Josep viene de que en Cataluña es el postre tradicional y típico del día del padre, el día de Sant Josep. En este día transcurre la obra teatral Por un plato de crema, escrita por Lluís Coquard y estrenada el 1962 en el teatro Romea de Barcelona.